# Kawasaki C-1
Kawasaki C-1 — японський реактивний двомоторний військово-транспортний літак малої дальності, розроблений і виготовлений японським конгломератом Kawasaki. Використовується виключно повітряними силами самооборони Японії. На експорт не постачався.

## Історія
Розробка Kawasaki C-1 почалася в 1966 році для заміни застарілого транспортного літака Curtiss C-46 Commando часів Другої світової війни.
До середини 1960-х років можливості C-46 поступалися численним новішим літакам, таким як Lockheed C-130 Hercules. Тому в японії було вирішено розробити і виготовити місцевий транспортний літак.
Розробку цього літака доручили консорціуму Nihon Aircraft Manufacturing Corporation, який на той час займалися виробництвом NAMC YS-11, авіалайнера місцевої розробки післявоєнної епохи. Корпорація Kawasaki Heavy Industries стала головним підрядником і виконала більшу частину робіт.
Прототип XC-1 здійснив свій перший політ у 1970 році. А серійне виробництво літака розпочато у 1971 році. 
C-1 був офіційно введений в експлуатацію Повітряних сил самооборони Японії у 1974 році. Та виготовлявся до 1981 року.
Було побудовано лише 31 літак, не включаючи прототипи, та декілька спеціалізованих бортів.
C-1 сформував основу транспортних можливостей Повітряних сил самооборони Японії протягом другої половини двадцятого століття, а також у перші роки двадцять першого століття. 
Для його заміни розробили транспортний літак Kawasaki C-2.

## Технічні характеристики
Загальні характеристики
- Екіпаж: 2
- Вантажопідйомність: 8000
- Довжина: 29 м (95 фут 2 дюйм)
- Розмах: 30,6 м (100 фут 5 дюйм)
- Висота: 9,99 м (32 фут 9 дюйм)
- Площа крила: 120,5 м2 (1 297 фут2)
- Силова установка: 2 × Pratt & Whitney JT8D-M-9 (Mitsubishi-built) турбовентиляторні двигуни

Льотні характеристики
- Максимальна швидкість: 806 км/год (501 миля/год; 435 вуз)
- Крейсерська швидкість: 657 км/год (408 миля/год; 355 вуз)
- Дальність: 3 353 км (2 083 миля; 1 810 морська миля)
- Практична стеля: 11 580 м (37 992 фут)

## Оператори
Японія
- Повітряні сили Японії

Станом на березень 2022 року в експлуатації 7 од. Kawasaki C-1.

## Модифікації
- XC-1: Прототипи.
- C-1/C-1A: Військово-транспортна версія середньої дальності.
- EC-1: навчальний літак радіоелектронної боротьби.
- C-1FTB: Льотно-випробувальний стенд, який використовувався для випробувань різного обладнання.
- Asuka/QSTOL: дослідницький літак, розроблений Національною аерокосмічною лабораторією Японії.

## Галерея

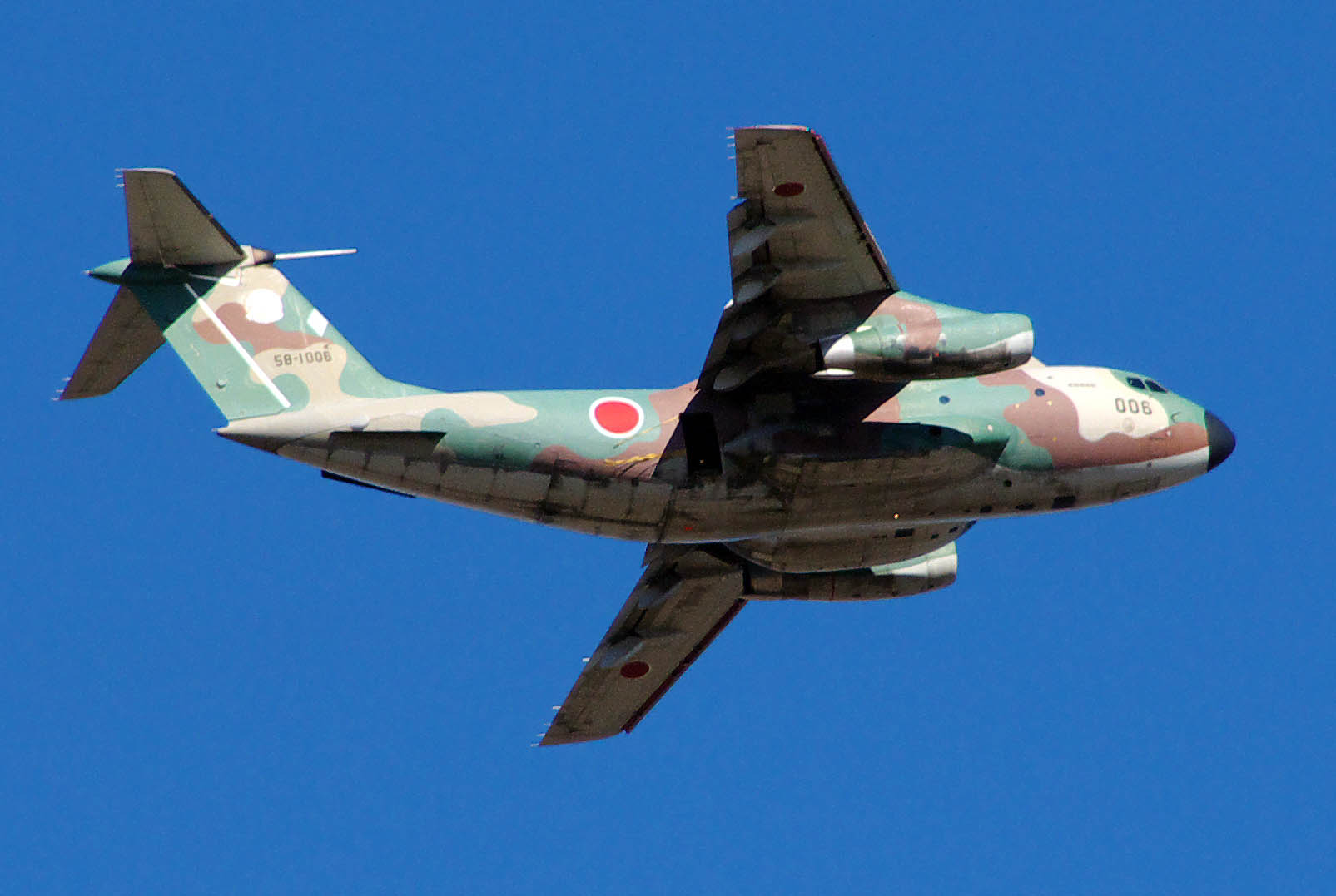
Kawasaki C-1,Нарашіно, Японія, 2009 р.
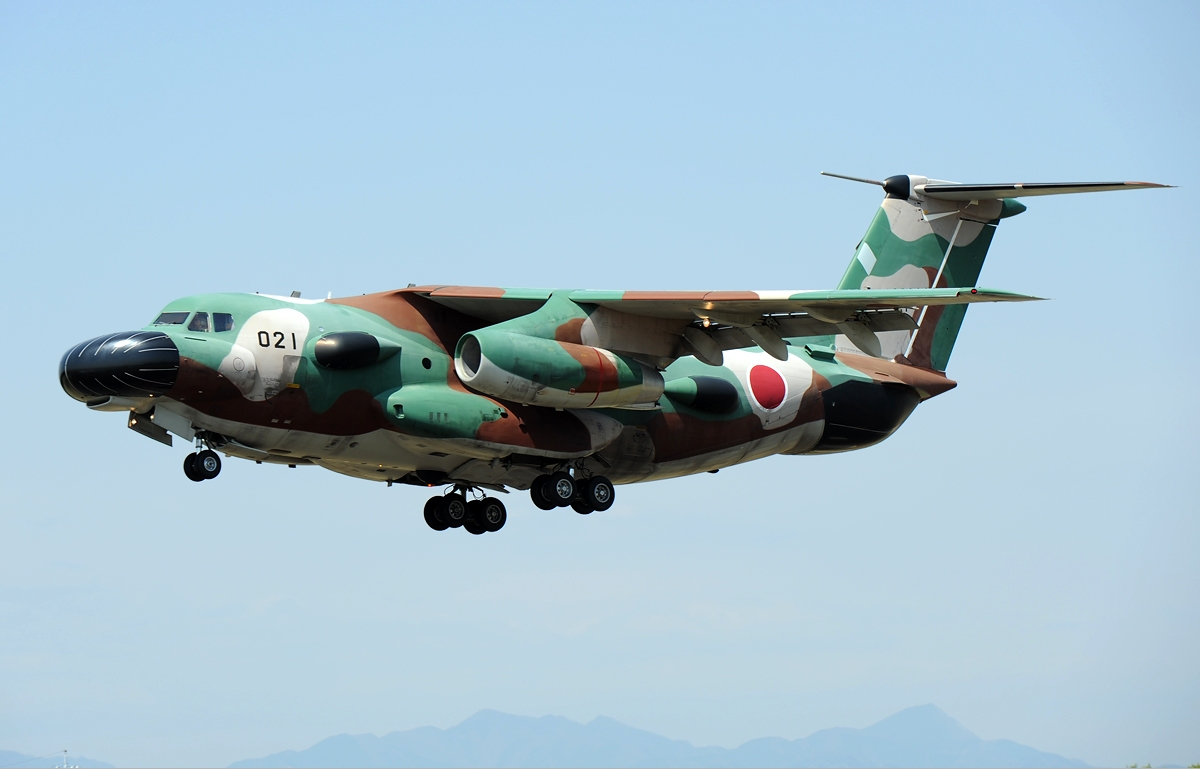
Kawasaki C-1, 2011 р.
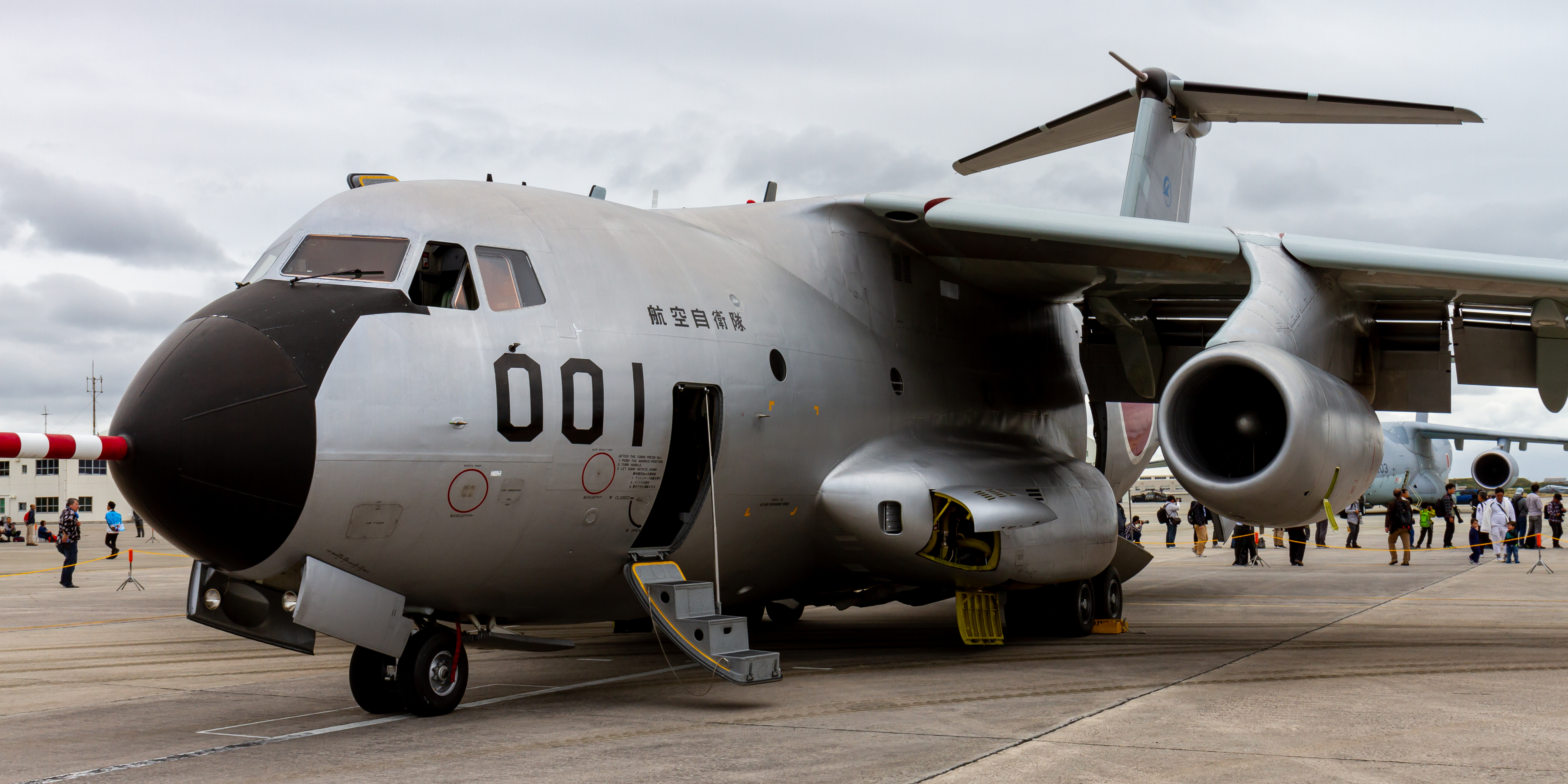
Kawasaki C-1, Naha Air Show, 2018 р.
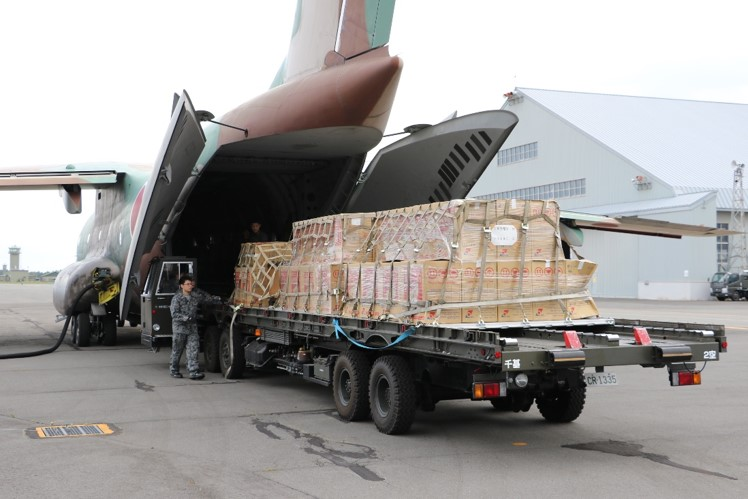
Kawasaki C-1 під час ліквідації наслідків землетрусу у східному Ібурі на Хоккайдо, 2018 р.